# Graja de Campalbo
Graja de Campalbo és un municipi de la província de Conca, a la comunitat autònoma de Castella-La Manxa.

## Demografia
| 1991 | 1996 | 2001 | 2004 |
| ---- | ---- | ---- | ---- |
| 135  | 146  | 134  | 129  |